# أنيس غديرة
أنيس غديرة (7 نوفمبر 1974) ولد بالمنستير ، هو سياسي تونسي.عين وزير النقل  في حكومة الحبيب الصيد.